# Qatar ExxonMobil Open 2021
Qatar ExxonMobil Open 2021 byl tenisový turnaj mužů na profesionálním okruhu ATP Tour, hraný v Mezinárodním tenisovém a squashovém komplexu chalífy na otevřených dvorcích s tvrdým povrchem Plexicushion. Konal se na úvod sezóny mezi 8. až 14. lednem 2021 v katarském hlavním městě Dauhá jako dvacátý devátý ročník turnaje.
Událost se řadila do kategorie ATP Tour 250 a její celkový rozpočet činil 1 465 260 dolarů. Nejvýše nasazeným hráčem ve dvouhře se stal čtvrtý tenista světa Dominic Thiem z Rakouska. Jako poslední přímý účastník do hlavní singlové soutěže nastoupil 63. hráč žebříčku, Kanaďan Vasek Pospisil.
Čtvrtý singlový titul na okruhu ATP Tour vybojoval 29letý Gruzínec Nikoloz Basilašvili. První společnou trofej ve čtyřhře získali Rusové Aslan Karacev a Andrej Rubljov.

## Rozdělení bodů a finančních odměn

### Rozdělení bodů
| Soutěž  | vítězové | finalisté | semifinalisté | čtvrtfinalisté | 16 v kole | 32 v kole | Q  | Q2 | Q1 |
| ------- | -------- | --------- | ------------- | -------------- | --------- | --------- | -- | -- | -- |
| dvouhra | 250      | 150       | 90            | 45             | 20        | 0         | 12 | 6  | 0  |
| čtyřhra | 250      | 150       | 90            | 45             | 0         | —         | —  | —  | —  |

### Finanční odměny
| Soutěž                              | vítězové | finalisté | semifinalisté | čtvrtfinalisté | 16 v kole | 32 v kole | Q2      | Q1      |
| ----------------------------------- | -------- | --------- | ------------- | -------------- | --------- | --------- | ------- | ------- |
| dvouhra                             | 69 520 $ | 51 340 $  | 36 940 $      | 25 045 $       | 16 780 $  | 11 270 $  | 5 760 $ | 3 395 $ |
| čtyřhra                             | 22 720 $ | 16 610 $  | 12 630 $      | 9 040 $        | 6 610 $   | —         | —       | —       |
| částka ve čtyřhře je uvedena na pár |          |           |               |                |           |           |         |         |

## Dvouhra mužů

### Nasazení
| Stát                          | Hráč                  | ATP | Nasazení |
| ----------------------------- | --------------------- | --- | -------- |
| Rakousko                      | Dominic Thiem         | 4.  | 1.       |
| Švýcarsko                     | Roger Federer         | 5.  | 2.       |
| Rusko                         | Andrej Rubljov        | 8.  | 3.       |
| Kanada                        | Denis Shapovalov      | 11. | 4.       |
| Španělsko                     | Roberto Bautista Agut | 13. | 5.       |
| Belgie                        | David Goffin          | 14. | 6.       |
| Švýcarsko                     | Stan Wawrinka         | 20. | 7.       |
| Chorvatsko                    | Borna Ćorić           | 26. | 8.       |
| Žebříček ATP k 1. březnu 2021 |                       |     |          |

### Jiné formy účasti
Následující hráčí obdrželi divokou kartu do hlavní soutěže:
- Malek Džazírí
- Aslan Karacev
- Sumit Nagal

Následující hráči postoupili z kvalifikace:
- Lloyd Harris
- Christopher O'Connell
- Ramkumar Ramanathan
- Blaž Rola

Následující hráč  postoupili  z kvalifikace jako tzv. šťastný poražený::
- Norbert Gombos

### Odhlášení
před zahájením turnaje
- Kevin Anderson → nahradil jej  Nikoloz Basilašvili
- Pablo Carreño Busta → nahradil jej  Richard Gasquet
- Borna Ćorić → nahradil jej  Norbert Gombos
- Hubert Hurkacz → nahradil jej  Alexandr Bublik
- Gaël Monfils → nahradil jej  Vasek Pospisil

v průběhu turnaje
- Márton Fucsovics
- Richard Gasquet

## Mužská čtyřhra

### Nasazení
| Stát                                                                                    | Hráč                 | Stát       | Hráč              | ATP | Nasazení |
| --------------------------------------------------------------------------------------- | -------------------- | ---------- | ----------------- | --- | -------- |
| Kolumbie                                                                                | Juan Sebastián Cabal | Kolumbie   | Robert Farah      | 3.  | 1.       |
| Chorvatsko                                                                              | Nikola Mektić        | Chorvatsko | Mate Pavić        | 8.  | 2.       |
| Chorvatsko                                                                              | Ivan Dodig           | Slovensko  | Filip Polášek     | 19. | 3.       |
| Brazílie                                                                                | Marcelo Melo         | Nizozemsko | Jean-Julien Rojer | 36. | 4.       |
| Žebříček ATP k 1. březnu 20219; číslo je součtem žebříčkového postavení obou členů páru |                      |            |                   |     |          |

### Jiné formy účasti
Následující páry obdržely divokou kartu do hlavní soutěže:
- Malek Džazírí /  Mubarak Shannan Zayid
- Blaž Rola /  Mousa Shanan Zayed

### Skrečování
- Frederik Nielsen /  Tim Pütz

## Přehled finále

### Mužská dvouhra
- Nikoloz Basilašvili vs.  Roberto Bautista Agut, 7–6(7–5), 6–2

### Mužská čtyřhra
- Aslan Karacev /  Andrej Rubljov vs.  Marcus Daniell  /  Philipp Oswald, 7–5, 6–4.